# Haraszthy Lajos (evezős)
Haraszthy Lajos, Haraszti (Magyarország, 1885. március 23. – Újpest, 1937. december 4.) magyar olimpikon, evezős, magánhivatalnok, államilag vizsgázott fogász.

## Életútja
Haraszti János és Dobrovszky Mária fiaként született. 1909. február 2-án Budapesten, a Józsefvárosban házasságot kötött Havasi Hajnalka fogtechnikussal. Halálát elvérzés, tüdőgümőkór okozta.

## Sportegyesületei
A Pannónia Evezős Klub sportolójaként versenyzett.

### Olimpiai játékok
Az 1908. évi nyári olimpiai játékok kormányos evezős nyolcas versenyszámban, Pannónia csapattársaival (Éder Róbert, Haraszthy Lajos, Hautzinger Sándor, dr. Kirchknopf Ferenc, Kleckner Sándor, Szebeny Antal, Várady Jenő, Wampetich Imre vezérevezős és Vaskó Kálmán, kormányos) az 5. helyen végzett.

## Külső hivatkozások
- Haraszthy Lajos. huszadikszazad.hu. (Hozzáférés: 2015. szeptember 10.)
- Haraszthy Lajos profilja a Magyar Olimpiai Bizottság oldalán